# ريتشارد لويس (معلق رياضي)
ريتشارد لويس (بالإنجليزية: Richard Lewis)‏ هو معلق رياضي بريطاني، ولد في 1984 في ويلز في المملكة المتحدة.